# Odontoneura annulicornis
Odontoneura annulicornis là một loài tò vò trong họ Ichneumonidae.